# Conophyma bogojavlenskii
Conophyma bogojavlenskii is een rechtvleugelig insect uit de familie Dericorythidae. De wetenschappelijke naam van deze soort is voor het eerst geldig gepubliceerd in 1926 door Tarbinsky.